# Aloysia
Aloysia es un género de plantas fanerógamas en la familia de las verbenáceas. Comprende 71 especies descritas y de estas, solo 42 aceptadas. Es nativo del continente americano, donde se distribuyen en climas templados, subtropicales y áridos. La especie más conocida es Aloysia citrodora.

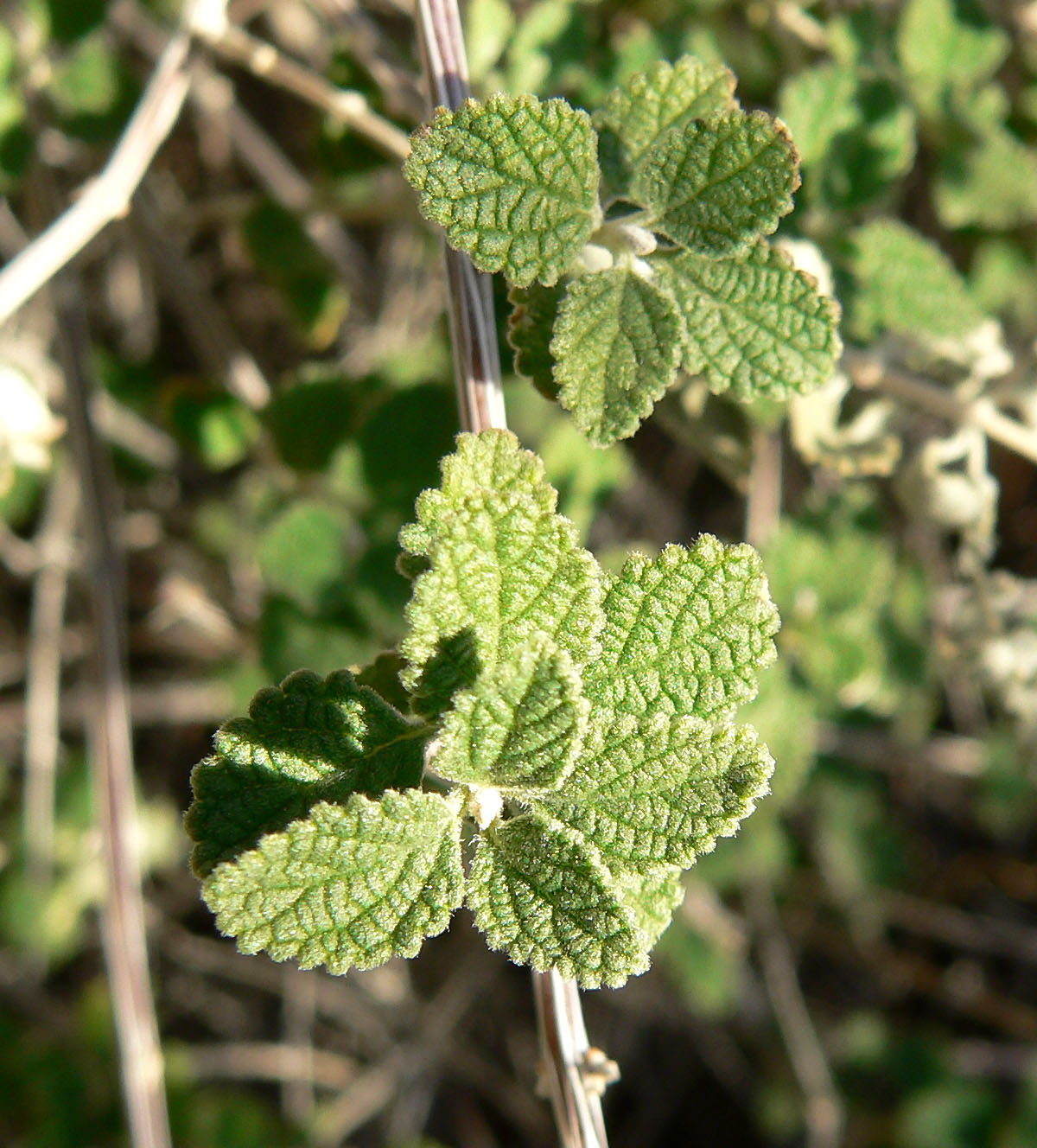
Aloysia wrightii

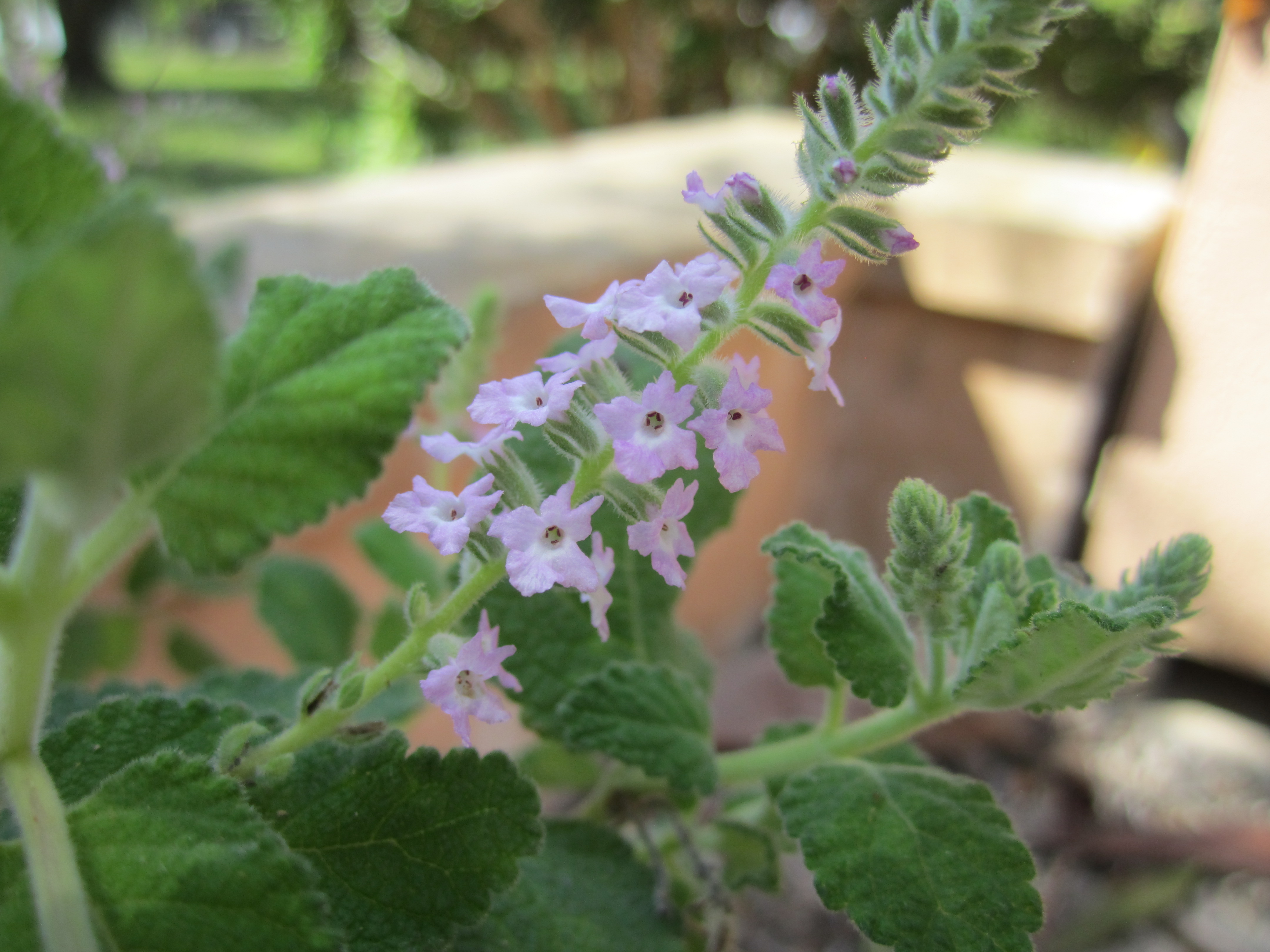
Aloysia macrostachya

## Descripción
Son arbustos, subarbustos o árboles, muchos de ellos aromáticos, de 0,5 a 15 m de altura. Los tallos pueden ser cuadrangulares y lisos de jóvenes, volviéndose más angulares o redondeados y a menudo surcados o estriados con la edad. Las hojas son perennes o caducas en la estación seca. Generalmente opuestas, ternadas o decusadas, rara vez alternas o verticiladas, simples, subsésiles a pecioladas, frecuentemente resinoso-punteadas, el margen entero hasta crenado, lobulado o aserrado. Las inflorescencias pueden ser axilares o terminales; con racimos espiciformes, simples o ramificados, solitarios o formando espigas terminales, alargadas en la antesis, con flores esparcidas y frecuentemente distantes; brácteas una por flor, comúnmente caduca; cáliz tubular, 2-labiado, 4-dentado, con tricomas cortos casi adpresos hasta densa y largamente híspidos; corola hipocraterimorfa, 4-lobada, glabra o pubescente, el tubo cilíndrico, internamente pubescente; estambres 4, didínamos, adheridos en el 1/2 superior del tubo de la corola, el par superior exerto; ovario ovoide, glabro o pubescente en el ápice, monocarpelar, carpelo bilocular, los lobos uniovulados; óvulos anátropos, el estilo breve, incluso, oblicuo-lateral. El fruto es un esquizocarpo.

## Taxonomía
El género fue descrito por Antonio Palau y Verdera y publicado en Parte práctica de Botánica 1: 767–771, en 1784.

#### Etimología
Aloysia: nombre genérico que fue otorgado en honor de María Luisa de Parma (1751 – 1819), esposa del rey Carlos IV de España.

## Especies aceptadas
A continuación se brinda un listado de las especies y variedades del género Aloysia aceptadas actualmente, ordenadas alfabéticamente. Para cada una se indica el nombre binomial seguido del autor, abreviado según las convenciones y usos.
- Aloysia arequipensis Siedo, 2012
- Aloysia barbata (Brandegee) Moldenke, 1940
  - Aloysia barbata var. acapulcensis Moldenke, 1966
  - Aloysia barbata var. barbata
- Aloysia brasiliensis Moldenke, 1949
- Aloysia castellanosii Moldenke, 1940
- Aloysia catamarcensis Moldenke, 1942
- Aloysia chamaedryfolia Cham., 1832
- Aloysia chiapensis Moldenke, 1947
- Aloysia citrodora Paláu, 1784
- Aloysia coalcomana Siedo, 2012
- Aloysia cordata Siedo, 2012
- Aloysia crenata Moldenke, 1963
- Aloysia decipiens Ravenna, 2007
- Aloysia densispicata (K.Koch y C.D.Bouché) Moldenke, 1965
- Aloysia deserticola (Phil.) Lu-Irving y N.O'Leary, 2014
- Aloysia dodsoniorum Moldenke, 1982
- Aloysia dusenii Moldenke, 1940
- Aloysia fiebrigii (Hayek) Moldenke, 1937
- Aloysia gentryi Moldenke, 1980
- Aloysia gratissima (Gillies y Hook.) Tronc., 1962
- Aloysia hatschbachii Moldenke, 1969
- Aloysia herrerae Moldenke, 1941
- Aloysia macrostachya (Torr.) Moldenke, 1934
- Aloysia nahuire Gentry y Moldenke, 1941
- Aloysia oblanceolata Moldenke, 1949
- Aloysia ovatifolia Moldenke, 1940
- Aloysia peruviana (Turcz.) Moldenke, 1937
- Aloysia polygalifolia Cham., 1832
- Aloysia polystachya (Griseb.) Moldenke, 1940
- Aloysia pulchra (Briq.) Moldenke, 1934
- Aloysia riojana (Hieron. ex Moldenke) Lu-Irving y N.O'Leary, 2014
- Aloysia salsoloides (Griseb.) Lu-Irving y N.O'Leary, 2014
- Aloysia salviifolia (Hook. y Arn.) Moldenke, 1940 - salvia blanca de Chile[7]
- Aloysia schulziana Moldenke, 1940
- Aloysia scorodonioides (Kunth) Cham., 1832
  - Aloysia scorodonioides var. hypoleuca (Briq.) Moldenke, 1977
  - Aloysia scorodonioides var. mathewsii (Briq.) Moldenke, 1934
  - Aloysia scorodonioides var. scorodonioides
- Aloysia sonorensis Moldenke, 1965
- Aloysia spathulata (Hayek) Moldenke, 1937
- Aloysia tarapacana (Botta) Lu-Irving y N.O'Leary, 2014
- Aloysia trifida (Gay) Lu-Irving y N.O'Leary, 2014
- Aloysia unifacialis Ravenna, 2007
- Aloysia velutina Siedo, 2012
- Aloysia virgata (Ruiz y Pav.) Juss., 1806
- Aloysia wrightii A.Heller, 1906